# Repräsentantenhaus von Tennessee

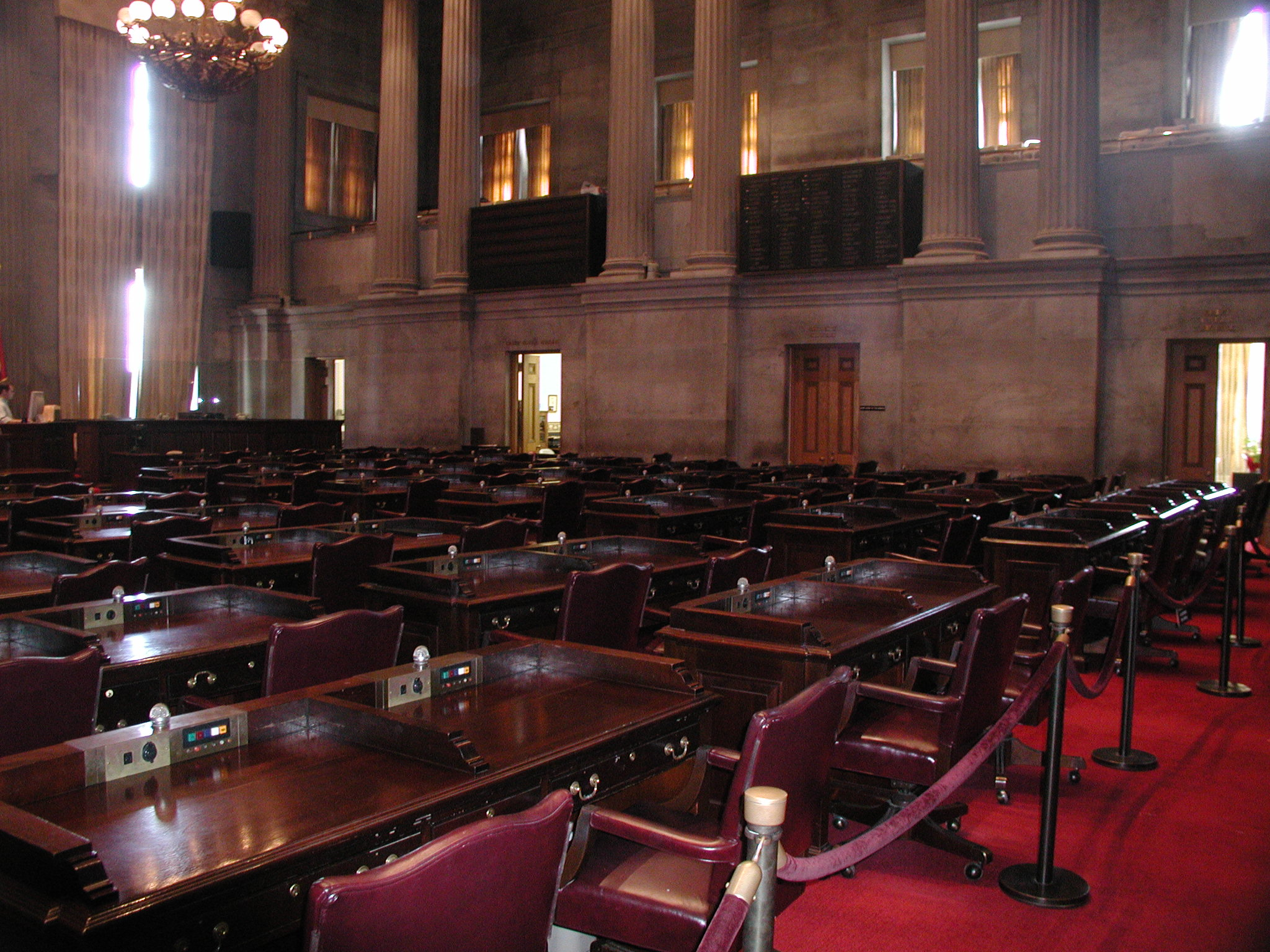
Sitzungssaal des Repräsentantenhauses von Tennessee

Das Repräsentantenhaus von Tennessee (Tennessee House of Representatives) ist das Unterhaus der Tennessee General Assembly, der Legislative des US-Bundesstaates Tennessee.
Entsprechend der Verfassung von Tennessee aus dem Jahre 1870 setzt sich die Parlamentskammer aus 99 Abgeordneten zusammen, die jeweils einen Wahldistrikt repräsentieren. Die Abgeordneten werden jeweils in den geradzahligen Jahren für zweijährige Amtszeiten gewählt. Die Wahlen finden gleichzeitig mit den für das US-Repräsentantenhaus und andere Ämter statt. Die Primary findet an dem ersten Dienstag im August statt. Sitze, die durch den Ausschluss, Tod oder den Rücktritt eines Abgeordneten frei werden, werden durch den County Ausschuss (oder den Metropolitan County Council) des beheimateten Countys des betreffenden Mitglieds gefüllt. Eine Nachwahl findet nur statt, wenn die Restamtszeit größer als ein Jahr ist.
Der Sitzungssaal befindet sich gemeinsam mit dem Staatssenat im Tennessee State Capitol in der Hauptstadt Nashville.

## Struktur der Kammer

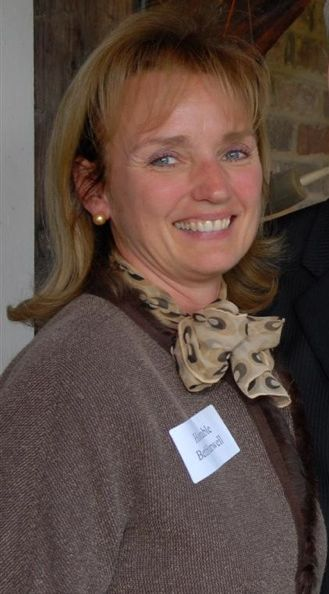
Speaker Beth Harwell (2011–2019)

Vorsitzender ist der Speaker of the House. Er wird zunächst von der Mehrheitsfraktion der Kammer gewählt, ehe die Bestätigung durch das gesamte Parlament folgt. Der Speaker ist auch für den Ablauf der Gesetzgebung verantwortlich und überwacht die Abstellungen in die verschiedenen Ausschüsse. Derzeitiger Amtsinhaber ist Cameron Sexton, Abgeordnete der Republikaner aus dem 25. Wahldistrikt. Ferner wird ein Speaker Pro Tempore vom Repräsentantenhaus gewählt, der nur während der Abwesenheit des Speakers den Vorsitz innehat. Derzeitiger Speaker Pro Tempore ist der Republikaner Pat Marsh aus dem 62. Wahldistrikt.
Weitere wichtige Amtsinhaber sind der Mehrheitsführer (Majority leader) und der Oppositionsführer (Minority leader), die von den jeweiligen Fraktionen gewählt werden. Die republikanische Mehrheitsfraktion wird momentan von William Lamberth aus dem  44. Wahldistrikt, angeführt, Minority leader der Demokraten ist Karen Camper aus dem 87. Wahldistrikt.

## Zusammensetzung nach der Wahl im Jahr 2022
| Partei | Partei                 | Abgeordnete |
| ------ | ---------------------- | ----------- |
|        | Republikanische Partei | 75          |
|        | Demokratische Partei   | 24          |
| Summe  | Summe                  | 99          |